# Mark Frank
Mark Frank, född den 21 juni 1977, är en tysk friidrottare som tävlar i spjutkastning.
Frank deltog vid VM 2005 där han slutade åtta efter ett kast på 77,56 meter. Han var i final vid VM 2009 i Berlin och blev denna gång åtta efter att ha kastat 81,32 meter. Han avslutade friidrottsåret med att bli trea vid IAAF World Athletics Final 2009.

## Personliga rekord
- Spjutkastning - 84,88 meter från 2005